# Boophis andreonei
Espèce
Statut de conservation UICN

 VU B1ab(iii) : Vulnérable
Boophis andreonei est une espèce d'amphibiens de la famille des Mantellidae.

## Répartition

Aire de répartition de Boophis andreonei.

Cette espèce est endémique de la province de Diego-Suarez à Madagascar. Elle se rencontre entre 200 et 700 m d'altitude dans le nord-ouest de l'île,.

## Description
Boophis andreonei mesure de 30 à 33 mm pour les mâles, la taille des femelles n'étant pas connue. Son dos est vert avec des taches vert foncé. Son ventre est blanchâtre. Sa gorge ainsi que la face interne de ses membres est bleu verdâtre.

## Étymologie
Son nom d'espèce, andreonei, fait référence à Franco Andreone, zoologiste italien, pour son travail sur les amphibiens malgaches et auteur de plusieurs espèces du genre Boophis.

## Publication originale
- Glaw & Vences, 1994 : A Fieldguide to the Amphibians and Reptiles of Madagascar - Including Mammals and Freshwater Fish. ed. 2, p. 1-331  (ISBN 3-929449-01-3).